# جو تومبكينز
جو تومبكينز (بالإنجليزية: Joe Tompkins)‏ هو متزحلق جبال الألب ومتحدث تحفيزي أمريكي، ولد في 20 أغسطس 1968 في جونو في الولايات المتحدة.